# Diamant de Peale
Vous lisez un « bon article » labellisé en 2013.
Erythrura pealii
Espèce
Synonymes
- Geospiza prasina Peale, 1848

Statut de conservation UICN

 LC  : Préoccupation mineure
Le Diamant de Peale (Erythrura pealii) est une espèce de passereaux endémique des îles Fidji, de la famille des Estrildidae. Ce diamant est un petit oiseau vert, avec la tête et la queue rouges ; le bec est fort et gris foncé. Cet oiseau a une parade nuptiale caractéristique au cours de laquelle le couple vole au-dessus des arbres en ondulant et en criant constamment. Les oiseaux en période de reproduction construisent un nid d'herbe en forme de dôme avec une entrée latérale, et pondent habituellement quatre œufs blancs. Les oisillons nouvellement éclos sont nus et roses ; les oisillons plus âgés ressemblent aux adultes, mais il leur manque la coloration rouge de la tête et de la queue. Le Diamant de Peale mange des graines, surtout celles de graminées, mais se nourrit volontiers d'insectes et de nectar. Il forme de petits groupes pouvant compter jusqu'à six oiseaux en dehors de la saison de reproduction.
Le Diamant de Peale peuple l'essentiel de l'archipel des Fidji. On le trouve à la fois dans des habitats boisés et ouverts, et il s'est bien adapté aux environnements artificiels tels que les prairies, les pâturages et les jardins. Cet oiseau était auparavant considéré comme une sous-espèce du Diamant vert-bleu (E. cyaneovirens). Il peut être la proie d'oiseaux indigènes tels que l'Autour des Fidji (Accipiter rufitorques), ou de mammifères introduits, comme la Mangouste de Java (Herpestes javanicus), les rats, et peut être sensible aux maladies. Néanmoins, bien qu'elle soit à la fois rare et endémique d'un seul groupe d'îles, cette espèce semble avoir un effectif stable. Elle est donc classée comme étant de « préoccupation mineure » sur la liste rouge de l'UICN, et se trouve protégée par la législation fidjienne.

## Description

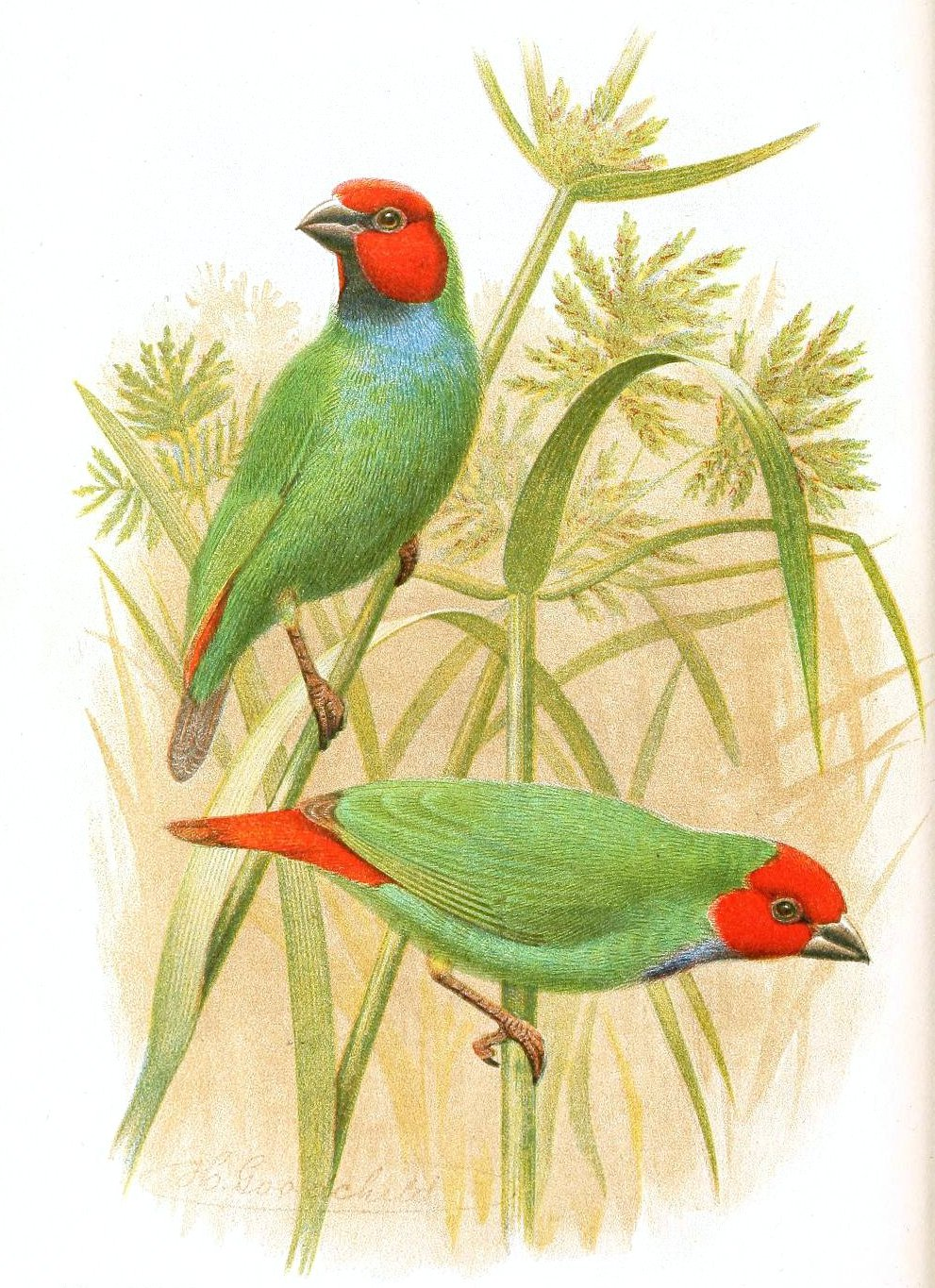
Dessin d'Herbert Goodchild (1911).

Le Diamant de Peale est un petit passereau de 10 cm de long. Le mâle adulte a un corps et des ailes d'un vert brillant et la tête, le croupion et la queue rouge écarlate. Le plumage noirâtre du menton devient bleu foncé sur le bas de la gorge et turquoise sur le haut de la poitrine avant de se fondre dans le vert des parties inférieures. Le bec est fort et gris-noirâtre, les yeux sont brun rougeâtre et les jambes et les pattes sont brun-rose. La femelle est très semblable au mâle, mais légèrement plus terne et avec des flancs plus pâles. Les jeunes oiseaux ont un bec foncé à pointe jaune et une face bleuâtre qui vire peu à peu au rouge, mais le reste du plumage est identique à celui de l'adulte. Les caractéristiques définitives du plumage de l'adulte sont atteintes à l'âge d'environ 20 mois. Quelques rares individus de cette espèce ont toute la tête et le visage bleus, apparemment à cause d'une mutation naturelle,.
Le vol du Diamant de Peale est rapide et ondulé, avec des battements d'ailes rapides et des cris fréquents. Il a tendance à voler assez haut, se posant en haut des arbres, puis descendant pour chercher sa nourriture. Son cri est un seep ou peep, semblable à celui des autres diamants comme le Diamant de Kittlitz (Erythrura trichroa) et le Diamant psittaculaire (E. psittacea), et il est souvent répété lors de cris de longueur variable. Le chant est un long sifflement à deux notes, similaire à celui du Myzomèle des Fidji (Myzomela jugularis), un méliphage endémique des Fidji.
Le Diamant de Peale ressemble au Diamant des Nouvelles-Hébrides (E. regia) et au Diamant psittaculaire qui lui sont étroitement apparentés, et les rares spécimens à tête bleue ressemblent fortement au Diamant de Kittlitz, mais ces trois espèces ne sont pas présentes aux Fidji. Une autre espèce du genre Erythrura existe sur les Fidji : le Diamant à bec rose (E. kleinschmidti), rare et menacé d'extinction, avec lequel il ne peut être confondu. Il s'agit d'un oiseau un peu plus grand (11 cm) avec une tête verte, une couronne bleue, la face noire et un bec très grand et rose.

## Écologie et comportement

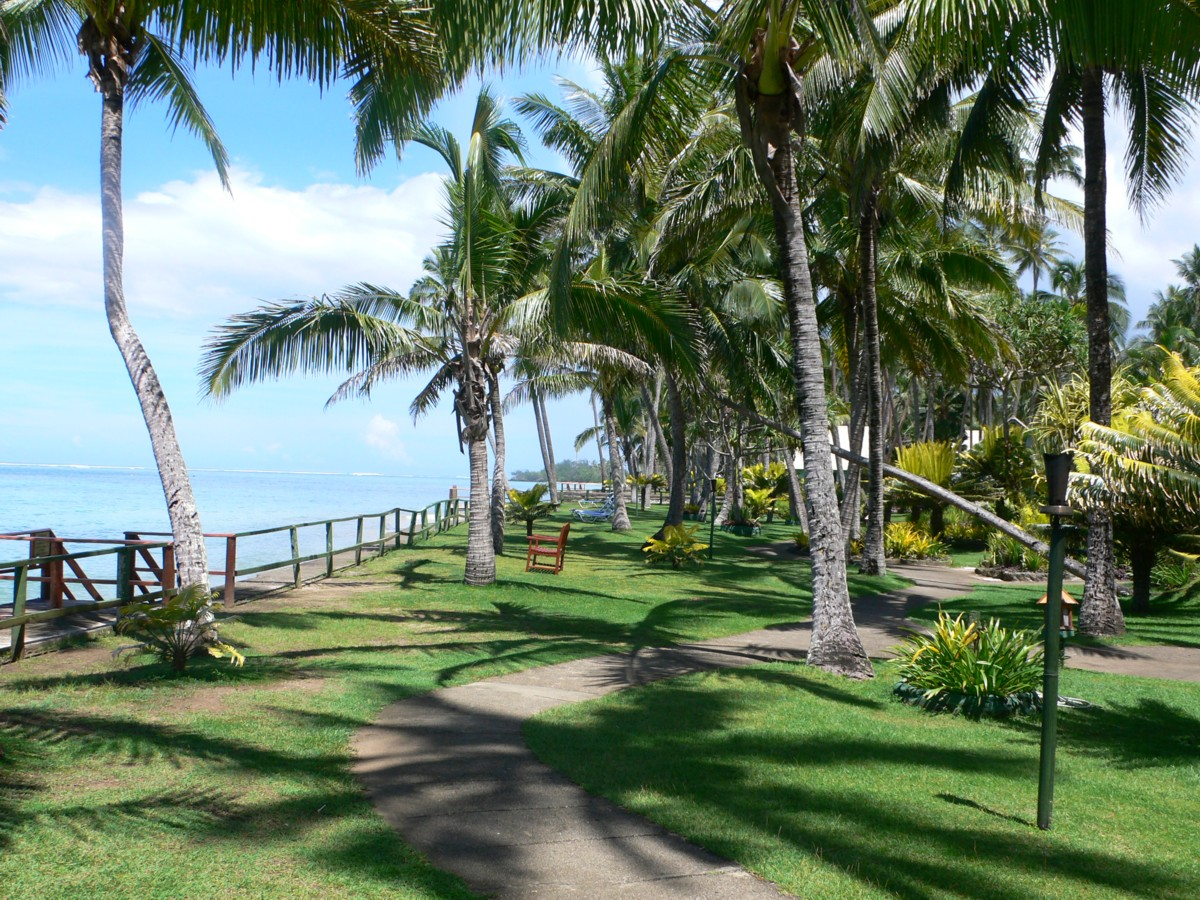
La présence dans les pelouses artificielles d'une plante herbacée, Axonopus compressus, contribue à l'adaptation du Diamant de Peale aux habitats modifiés par l'homme.

En dehors de la période de reproduction, le Diamant de Peale est grégaire et forme généralement de petits groupes comprenant jusqu'à six oiseaux.

### Alimentation
Il se nourrit de graines, généralement au stade « laiteux ». L'un de ses mets favoris est l'herbacée Megathyrsus maximus. Le diamant se nourrit aussi parfois sur les épis de riz, et la propagation de l'oiseau dans les jardins a été facilitée par l'utilisation d'une autre de ses plantes préférées, Axonopus compressus, dans les gazons des îles Fidji. Cet oiseau attrape volontiers des insectes, souvent trouvés sous des morceaux d'écorce détachés ou dans les crevasses des arbres. Il se nourrit aussi de nectar et de petits fruits. Dans certaines régions, l'alimentation de ce diamant peut le mettre en conflit avec les producteurs de riz, mais il n'existe aucune preuve que cette espèce protégée est considérée comme une menace sérieuse pour les agriculteurs des Fidji ou d'Australie, où il est parfois élevé en captivité,.

### Reproduction

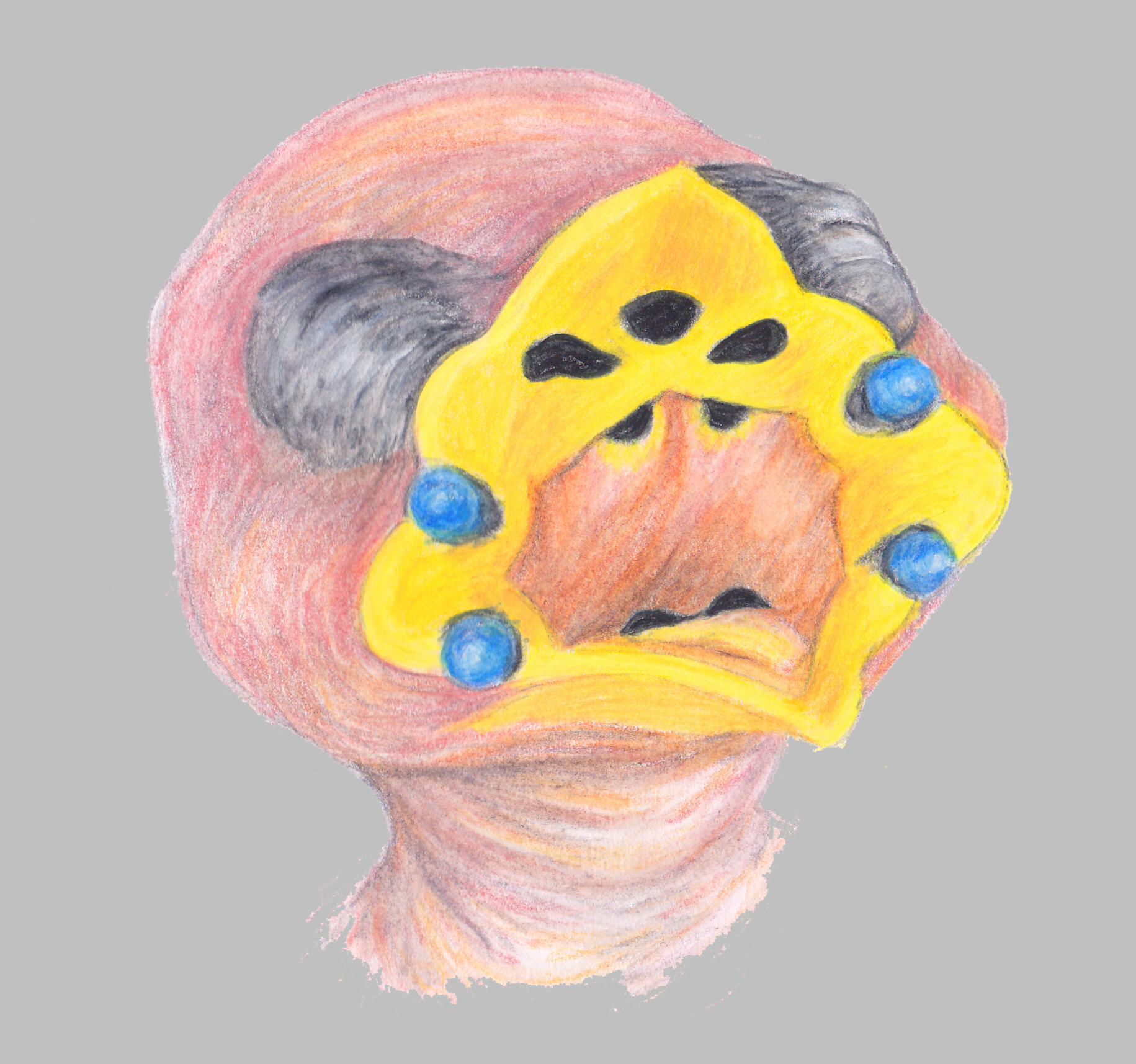
Les oisillons de Diamants de Peale ont des papilles bleues dans les coins de l'ouverture de la bouche, et des marques noires caractéristiques.

Pendant la parade nuptiale, cette espèce présente un vol caractéristique au-dessus des arbres. Le couple vole en faisant de larges oscillations, l'un des deux oiseaux remontant tandis que l'autre descend, et cela en criant constamment. Ensuite, les oiseaux descendent sur une branche, et commencent le rituel d'accouplement qui débute par des prises de bec. La femelle se tient ensuite la tête en bas pendant quelques instants, puis a lieu la copulation lors de laquelle le mâle tient la femelle par le cou. Les mêmes rituels de vol et d'accouplement ont été enregistrés chez le Diamant azuvert (E. tricolor) et le Diamant psittaculaire (E. psittacea), et pourrait être caractéristiques de ce genre.  Le nid est construit avec des brins d'herbe fraîche, et il est en forme de dôme avec une ouverture latérale. Il est toujours caché dans un épais feuillage, mais peut se trouver à n'importe quelle hauteur du sol. La couvée comporte généralement quatre œufs blanchâtres et sphériques. Les poussins sont nus et ont la peau rosâtre. L'ouverture de la bouche est caractéristique, avec des taches nodulaires bleues que l'on qualifie de papilles ou de tubercules, situées dans les coins supérieurs et inférieurs, et un palais jaune avec un anneau de cinq points noirs. Dans la famille des Estrildidae, la plupart des jeunes quémandent leur nourriture en tenant leurs ailes sur le côté, mais les jeunes diamants les gardent en arrière. Ce comportement pourrait réduire la concurrence pour la nourriture entre les oisillons.

### Prédateurs et parasites

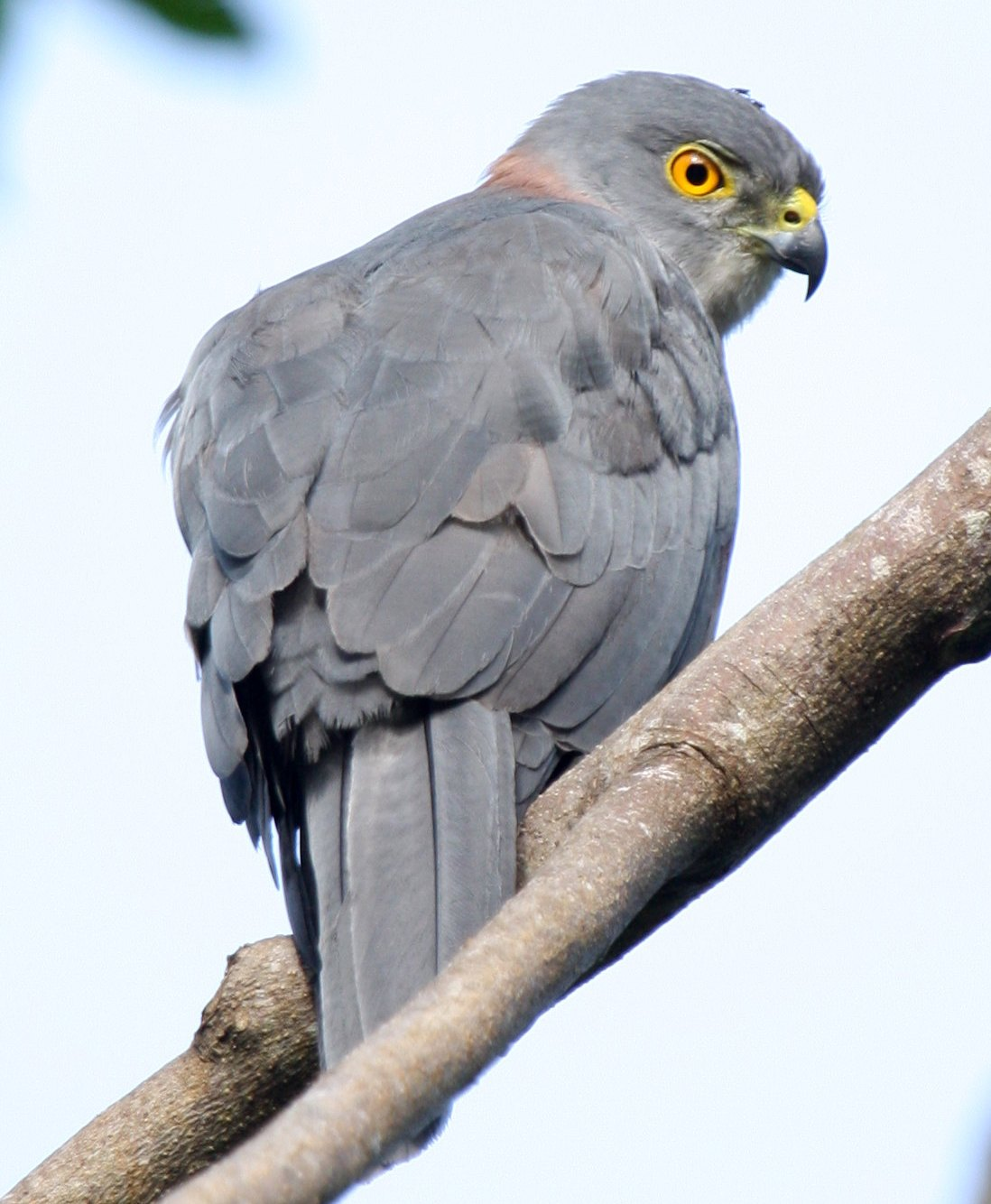
L'Autour des Fidji est un prédateur spécialisé dans la capture de petits oiseaux.

L'Autour des Fidji (Accipiter rufitorques), endémique des îles éponymes, est un ornithophage, un prédateur spécialisé dans la capture de petits oiseaux. Et le Busard de Gould (Circus approximans) est également répandu dans la région et capture des oisillons. La sous-espèce locale du Faucon pèlerin, Falco peregrinus nesiotes, chasse ce diamant, mais est elle-même rare et en déclin. La Chouette effraie (Tyto alba) mange principalement des rats, mais attrape parfois de petits oiseaux. Les rongeurs introduits sur l'île comme le Rat polynésien (Rattus exulans) utilisent les nids du Diamant de Peale, et peuvent être d'importants prédateurs de l'espèce, et la Mangouste de Java (Herpestes javanicus) attrape aussi ces oiseaux. Le Coucou à éventail (Cacomantis flabelliformis), qui a une sous-espèce endémique des Fidji, est un parasite des nids, mais le diamant ne semble pas être un hôte de ce grand coucou.
Aucun parasite spécifique du Diamant de Peale n'est connu, mais la microsporidiose et le paludisme aviaire, parasitoses très répandues, affectent les populations détenues en captivité d'autres espèces de diamants,.

## Aire de répartition et habitat

Aire de répartition de l'espèce.

Le Diamant de Peale est endémique des îles Fidji, où il est présent sur les quatre plus grandes îles (Viti Levu, Vanua Levu, Taveuni et Kadavu) et aussi dans les petites îles occidentales de Mamanuca et Yasawa. Il est rare, mais a une large aire de répartition, et vit dans les habitats boisés comme ouverts, du niveau de la mer jusqu'à une altitude d'au moins 1 200 m sur Viti Levu. Il semble être moins fréquent sur Taveuni que sur la plus grande île. Il s'est bien adapté à des habitats artificiels, et on le voit couramment dans les prairies, les pâturages, les rizières, les parcs et les jardins. De nombreuses espèces de diamants sont des oiseaux exclusivement forestiers, mais l'ornithologue américain Jared Diamond a suggéré que dans le Pacifique central, où il n'y a pas de granivores du genre Lonchura occupant les habitats ouverts, des espèces comme le Diamant de Kittlitz à Vanuatu et son parent des Fidji ont pu étendre leur habitat aux zones herbeuses de leurs îles, où ils pouvaient trouver de la semence en bonne quantité sans entrer en concurrence avec d'autres oiseaux.

## Taxinomie et systématique

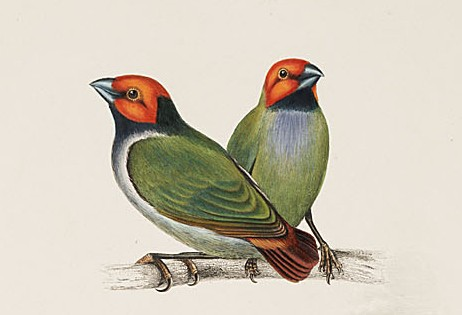
Esquisse du Diamant de Peale.

Les diamants forment le genre Erythrura de la famille des Estrildidae, que l'on rencontre en Asie du Sud et en Australasie. Ce sont de petits oiseaux aux courtes ailes et à la queue arrondie. La plupart des espèces ont un corps vert, et tous sauf un ont la queue rouge, ce qui vaut au genre son nom scientifique, qui dérive des termes de grec ancien ερυθρός, erythros, signifiant « rouge », et ουρά, oura, signifiant « queue ».
Le Diamant de Peale est décrit pour la première fois par le naturaliste et entomologiste américain Titian Ramsay Peale, qui lui a donné son nom vernaculaire. En tant que naturaliste en chef lors de l'expédition Wilkes de 1838-1842 dirigée par Charles Wilkes, Peale prélève et conserve de nombreux spécimens, dont le Diamant psittaculaire à Samoa et le Diamant de Peale à Vanua Levu. Peale nomme cette dernière espèce Geospiza prasina. Les oiseaux collectés par Peale ont été examinés par le médecin et ornithologue allemand Gustav Hartlaub. Ce dernier reclasse cet oiseau des Fidji dans le genre Erythrura, puis modifie le nom spécifique car un autre oiseau, le Diamant quadricolore, porte déjà le nom binomial E. prasina. Il rebaptise l'oiseau en E. pealii en l'honneur du naturaliste qui en collecta les premiers spécimens,. En fidjien, on l'appelle kulakula et qiqikula, des mots dérivés de kula qui signifie rouge.
Le Diamant de Peale et le Diamant des Nouvelles-Hébrides du nord de Vanuatu sont maintenant à nouveau considérés comme des espèces distinctes,, mais ils étaient autrefois souvent traités comme des sous-espèces du Diamant vert-bleu de Samoa, E. cyaneovirens.

## Menaces et protection
Le Diamant de Peale est endémique d'un seul pays, mais la taille de sa population est inconnue, et l'espèce est généralement décrite comme rare ou localement courante. Sa population est stable, et c'est pourquoi il est classé comme étant de « préoccupation mineure » sur la liste rouge de l'UICN. Il est protégé par l'annexe 2 du Fiji's Endangered and Protected Species Act de 2002, qui réglemente l'importation et le commerce des espèces qui ne sont pas censées être exposées à un risque élevé d'extinction, mais peuvent être menacées si leur commerce n'est pas réglementé. Dans les années 1900, les Européens présents dans les îles Fidji ont gardé quelques-uns de ces oiseaux comme animaux de compagnie, en cage, les qualifiant d'« oiseaux croton » en raison de leur attirance pour cet arbuste, mais le marché des animaux de compagnie ne semble pas menacer l'espèce actuellement.
L'avifaune indigène des Fidji a été durement touchée par l'agriculture, la déforestation et les ravageurs introduits sur ces îles comme les rats et les mangoustes. Bien que des zones importantes pour la conservation des oiseaux aient été établies sur Taveuni et dans la forêt à l'est de Vanua Levu, les problèmes de sauvegarde de l'espèce persistent. Le Diamant de Peale s'est bien adapté aux milieux artificiels ; il ne niche pas sur le sol ni dans un trou, de sorte qu'il limite les risques de prédation par la mangouste et la compétition pour les sites de nidification avec des espèces introduites comme le Martin triste (Acridotheres tristis) et le Martin forestier (A. fuscus). Cependant, les rongeurs sont en mesure d'accéder aux nids et peuvent affecter le succès reproducteur de l'oiseau. Le risque d'introduction d'autres espèces comme les serpents ou de maladies comme le paludisme aviaire pourrait entraîner des pertes importantes chez les espèces d'oiseaux des Fidji.